# Marsdenia popoluca
Marsdenia popoluca är en oleanderväxtart som beskrevs av Juárez-jaimes och A.Campos. Marsdenia popoluca ingår i släktet Marsdenia och familjen oleanderväxter. Inga underarter finns listade i Catalogue of Life.